# Дипломатія

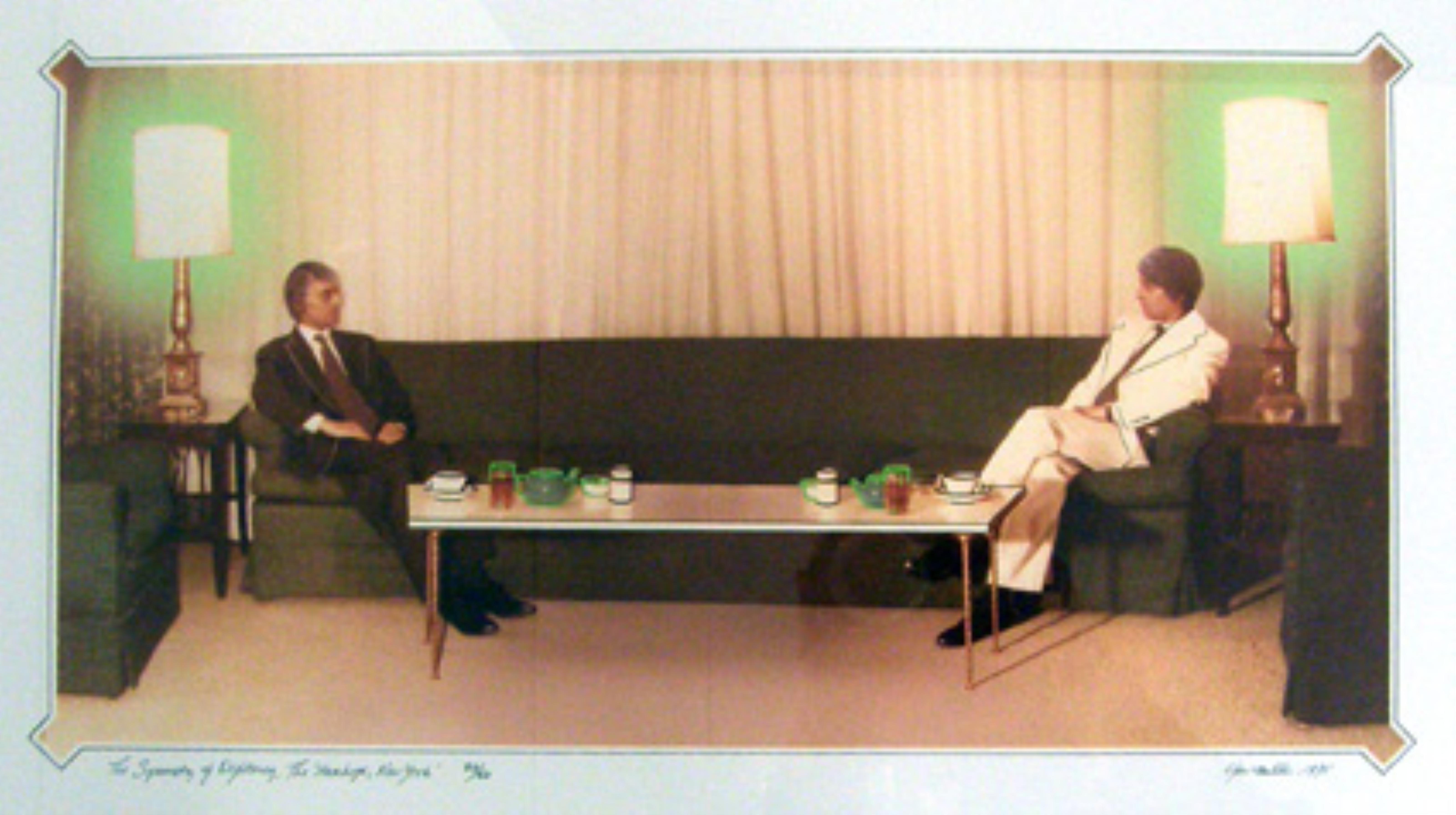
Гер ван Ельк. «Симетрія дипломатії», 1975, Музей Гронінгена.

Диплома́тія — засіб здійснення зовнішньої політики, внутрішнього регулювання держави, народної дипломатії, що являє собою сукупність невоєнних практичних заходів, прийомів і методів, застосовуваних з урахуванням конкретних умов і характеру розв'язуваних задач; офіційна діяльність глав держав і урядів, міністрів закордонних справ, відомств іноземних справ, дипломатичних представництв за кордоном та державі, делегацій, представництв народної дипломатії на міжнародних конференціях із захисту прав та інтересів держави, його установ і громадян за кордоном та у державі.
З поняттям диплома́тії пов'язують мистецтво ведення переговорів для запобігання чи врегулювання конфліктів, пошуків компромісів і взаємоприйнятих рішень, розширення і поглиблення міжнародного співробітництва та в самій державі.

## Походження терміна
Слово «дипломатія» походить від грецького «diploma» (документ, складений удвоє), у Стародавній Греції так називалися здвоєні дощечки, на воскових поверхнях яких писали текст грамот про повноваження посланця або послання іншого важливого змісту. Потім дощечки складали докупи цими поверхнями, щоб не пошкодити текст. Особливим видом повсякденної державної діяльності дипломатія стала на зламі XVI—XVII ст. з появою при дворах монархів постійних дипломатичних представників, а в системі державних органів — спеціальних відомств, головними завданнями яких були листування і підтримка контактів між володарями, прийом іноземних делегацій і послів, ведення переговорів.
В Англії вперше слово «дипломатія» використано 1645 року. 1693 року відомий німецький філософ, математик і мовознавець Лейбніц опублікував працю «Зведення дипломатичного права», де було вжито латинське слово «diplomaticus», яке відтоді почало означати «той, що стосується міжнародних відносин». Термін «дипломатія» у сучасному розумінні вперше подав Франсуа де Кальєр, видатний французький дипломат доби Людовика XIV, у своїй книзі «Про способи ведення переговорів з монархами», опублікованій 1716 року.
Кальєр був послом Людовіка XIV у кількох європейських країнах, учасником складних, однак успішних для Франції переговорів. Найчастіше слово «дипломатія» вживається для окреслення:
- державної діяльності в галузі зовнішніх відносин;
- сукупності установ та осіб, які займаються державною діяльністю в галузі зовнішніх зносин;
- професії дипломата.

## Методи дипломатії
- Офіційні й інші візити та переговори на вищому (саміти) і високому рівні;
- дипломатичні конгреси, конференції, наради і зустрічі;
- підготовка і проведення двосторонніх і багатобічних міжнародних договорів і інших дипломатичних документів;
- участь у роботі міжнародних організацій і їхніх органів;
- повсякденне представництво держави за кордоном та державі, здійснюване її посольствами і місіями;
- дипломатичне листування;
- публікація дипломатичних документів;
- висвітлення в пресі позиції уряду по тим чи іншим міжнародним питанням.

Міжнародне право забороняє втручання дипломатичних представників у внутрішні справи країни перебування.
Органи і відповідальні особи, що несуть дипломатичну службу, користуються в країні перебування загальновизнаними правами і дипломатичними привілеями (імунітет і недоторканність дипломатичного персоналу і приміщень, право шифрованого переписування і дипломатичного закритого зв'язку, право підйому прапора держави, митні привілеї й ін.).

## Історія дипломатії

### Стародавні часи
Дипломатія як метод врегулювання встановлення відносин між групами людей існувала, очевидно, ще в доісторичні часи. На думку Нікольсона, ще XVI ст. теоретики запевняли, що першими дипломатами були ангели, бо вони виконували обов'язки послів між небом і землею.
В доісторичні часи під час воєн між племенами для того, щоб підібрати поранених і поховати вбитих, велися переговори про тимчасове припинення битви. Вже тоді було зрозуміло, що подібні переговори були б неможливі, якби посол одного боку був знищений іншою стороною до того, як він передав послання. Тоді з'явилися певні права та привілеї для переговірників. Особистість таких посланців або вісників, належним чином уповноважених, повинна була бути в деякому відношенні особливої. З цих звичаїв виникли ті привілеї, якими користуються сучасні дипломати.
У рабовласницькому суспільстві, що постійно використовувало військові завоювання для поповнення робочої сили, переважали воєнні засоби здійснення зовнішньої політики держав. Дипломатичні зв'язки підтримувалися лише епізодично посольствами, що направлялися в окремі країни з визначеною місією і поверталися після її виконання.

### Середньовіччя
В умовах феодальної роздробленості одержала поширення «приватна» дипломатія феодальних суверенів, що у проміжках між війнами укладали мирні договори, вступали у військові союзи, укладали династичні шлюби. Широкі дипломатичні зв'язки підтримувала Візантія. У середині XV ст. з розвитком міжнародних відносин поступово з'являються постійні представництва держав за кордоном.
Особливості дипломатії держав нової і новітньої історії визначаються новими цілями їхньої зовнішньої політики — боротьбою за завоювання зовнішніх ринків, за поділ, а потім і за переділ світу, за світове економічне і політичне панування. У нових умовах значно розширюються масштаби дипломатичної діяльності, що стає динамічнішою і використовується державою для створення ширшої опори серед керівництва і правлячої еліти іноземних держав, для встановлення контактів з визначеними політичними партіями, ЗМІ. Дипломатія, поряд з воєнними засобами, зіграла важливу роль у боротьбі за здійснення цілей антифеодальних, демократичних і національно-визвольних рухів, в утворенні національних держав у Латинській Америці й на Балканах, в об'єднанні Німеччини, Італії. Дипломатія великих капіталістичних держав обслуговувала їх експансіоністські агресивні цілі.
Особливо відчутний поштовх на шляху розвитку дипломатичного права мав Віденський конгрес, який відбувся 1815 р. Фактично він провів першу кодифікацію норм цього інституту. Раніше історія дипломатії не знала такої кількості глобальних і регіональних проблем (тероризм, наркобізнес, екологічна безпека, збройні конфлікти тощо) та залучення великої кількості держав для їх розв'язання. Крім цього, значний вплив на міжнародні відносини та безпосередньо на дипломатію мають засоби масової інформації, які щораз більше стають «четвертою» владою, яка, у свою чергу, нічим не поступається законодавчій і виконавчій. В умовах ядерної небезпеки людство почало розуміти, що війна вже не є ефективним і прийнятним засобом вирішення спорів, і що лише переговори, тонка та вміла дипломатія можуть врятувати світ від загибелі, а існуючі міжнародні проблеми настільки ускладнилися, що вимагають участі професіоналів (дипломатів).

## Форми
Дипломатія є надзвичайно кодифікованою і формалізованою діяльністю, що здійснюється на підставі Віденської конвенції про дипломатичні відносини 1961 року.

## Функції
- представництво
- дипломатичне спілкування і листування (комунікація)
- проведення переговорів
- здобуття розташування
- видобуток інформації
- розробка рекомендацій

## Види дипломатії
Залежно від цілей та способів досягнення цілей зовнішньої політики держави розрізняють такі види дипломатії:

### Політика умиротворення
(англ. Appeasement)
Суть цього різновиду дипломатії полягає в умиротворенні, тобто небажанні загострювати або розпалювати протиріччя, які існують між країнами. Цей різновид дипломатії передбачає різні поступки з малозначних і не принципових питань протилежній стороні.
Найчастіше прикладом цієї дипломатії називають політику Англії та Франції напередодні Другої світової війни, коли вони намагалися протистояти агресивним устремлінням Гітлера..

### Дипломатія канонерок
Суть дипломатії канонерок полягає у демонстрації сили задля досягнення своїх зовнішньополітичних цілей. Отримала свою назву від слова «канонерка» — невеликого корабля з серйозним артилерійським озброєнням. Прикладом цієї політики є застосування Сполученими Штатами Америки канонерок у Китаї на початку XX століття, а також у Латинській Америці. Нині будь-яке застосування військово-морських сил для досягнення зовнішньополітичних цілей отримало назву дипломатії канонерок.

### Човникова дипломатія
Човникова дипломатія — один із засобів мирного вирішення суперечок між державами шляхом серії переговорів за участю третьої держави (посередника) та на основі висунутих ним умов.
На початку 1974 року державний секретар США Генрі Кісінджер почав перший раунд того, що потім отримало назву «човникової дипломатії» між Єрусалимом та столицями арабських країн.

### Громадянська дипломатія
Громадянська дипломатія — це термін, що позначає альтернативну класичне уявлення про державну дипломатію діяльність на міжнародній арені, спрямовану на виконання цілей зовнішньої політики, що збігаються з офіційною державною дипломатією, за допомогою інструментів, каналів, інститутів, відмінних від класичних. Це означає, що Track II Diplomacy схожа на діяльність професійних дипломатів як представників офіційних урядових органів різних держав щодо ведення формальних переговорів. Джерелами Track II Diplomacy виступають неурядові суб'єкти різного типу, освітні, культурні, спортивні установи та інші типи неурядових суб'єктів, навіть приватні особи. Відсутність прямого зв'язку здійснюваної діяльності з урядовими органами — відмінна риса громадянської дипломатії.
Track II Diplomacy (також іменована цивільною дипломатією в даному контексті)— термін, що об'єднує інші види реалізації зовнішніх зносин, які не належати до урядової дипломатії, як-от публічна дипломатія, економічна дипломатія, народна дипломатія, партизанська, наукова, культурна, цифрова, дипломатія крикету, дипломатія чекової книжки; також Track II Diplomacy може бути співспрямована з курсом політики умиротворення та іншими різновидами класичної дипломатії.

### Дипломатія долара
Цей різновид дипломатії передбачає використання економічних методів (наприклад, кредитів) для досягнення своїх цілей.
Президент США Вільям Говард Тафт (1909—1913) образно охарактеризував дипломатію долара як «політику, за якої долари мають виконувати роль куль». Уперше словосполучення використано у 1909 році, коли уряд США стимулював інвестиціями та позиками будівництво залізниць у Китаї . Ця політика поширювалася США здебільшого на слаборозвинені країни Латинської Америки (Гаїті, Гондурас і Нікарагуа), де повернення позик гарантували збройні сили США, присутні в країні.

### Публічна дипломатія
Під публічною дипломатією розуміються дії, створені задля досягнення цілей національної зовнішньої політики шляхом встановлення довгострокових відносин, вивчення громадської думки за кордоном, інформування зарубіжної аудиторії з метою кращого розуміння цінностей та інститутів власної держави за кордоном. Публічна дипломатія просуває національні інтереси та забезпечує національну безпеку шляхом вивчення настроїв за кордоном, впливу на тих, хто формує цю думку.

### Народна дипломатія
Під народною дипломатією в широкому значенні цього слова розуміється історично безперервний процес спілкування, взаємного пізнання народів, взаємовпливу та взаємозбагачення культур.

### Економічна дипломатія
Економічна дипломатія, або торгова дипломатія — це напрямок дипломатичної роботи, в основі яких лежать торгово-економічні відносини.
Торгова дипломатія як напрямок зовнішніх зносин держави відіграла велику роль у Франції за часів Людовіка XIV. Радник короля Жан-Батист Кольбер активно розвивав цей напрямок, завдяки чому виснажена війнами французька скарбниця була врятована завдяки комерційній, торгової дипломатії.
Особливого значення цей вид дипломатії має у сучасних умовах, коли завдяки процесу глобалізації, добробут практично всіх держав дуже сильно залежить від участі у світових торгово-економічних відносинах.
Підвищенню ефективності економічної дипломатії сприяє низка чинників. Ключовий серед них — послідовно проведена розвиненими країнами і країнами, що розвиваються, а також країнами з перехідною економікою, політика зі зміцнення національної конкурентоспроможності, яка слугує матеріальною основою успішної економічної дипломатії. Серед інших важливих чинників — розробка загальнонаціональної зовнішньоекономічної стратегії, особливо коли ця стратегія містить, поряд із головними цілями, методи їх досягнення, а також визначає конкретні завдання стосовно великих сегментів зовнішньоекономічних відносин, окремих регіонів і ринків, передбачає дієві інструменти вирішення поставлених завдань. Велике значення має правильне вибудовування пріоритетів економічної дипломатії, її належне фінансове, організаційне та кадрове забезпечення. Нині економічна дипломатія як одна з найважливіших функцій держави в умовах глобалізації набуває комплексного, системного характеру, тісно взаємодіючи з широким колом державних структур, громадських організацій та торгово-промисловими структурами підприємців.

### Цифрова дипломатія
Цифрова (електронна) дипломатія (англ. Digital diplomacy, e-diplomacy) — використання можливостей мережі Інтернет та інформаційно-комунікаційних технологій (ІКТ) для вирішення дипломатичних завдань. У рамках цифрової дипломатії використовуються нові медіа, соціальні мережі, блоги й тому подібні медіамайданчики в глобальній мережі. В електронній дипломатії беруть участь державні відомства, насамперед зовнішньополітичні урядові органи, а також неурядові організації, діяльність яких пов'язана з реалізацією зовнішньополітичного порядку денного. Головні цілі цифрової дипломатії — просування зовнішньополітичних інтересів, інформаційна пропаганда через Інтернет-телебачення, соціальні мережі та мобільні телефони, спрямована на масову свідомість та політичні еліти.

## Дипломатична стратегія
Реальний світ дипломатичних переговорів дуже відрізняються від інтелектуальних дебатів у світі, де питання вирішується шляхом переговорів. Хоча дипломатичні угоди іноді можуть бути досягнуті серед ліберальних демократичних держав, апелює до вищих принципів, найдієвіший у світі дипломатії традиційно є вплив жорсткої влади.
Взаємодію сил і дипломатії можна проілюструвати з переговорами з профспілками. Якщо профспілка не готова на страйк, то Спілка нікуди не збирається, і керівництво організації не має абсолютно ніякого стимулу дати згоду на об'єднані вимоги. З іншого боку, якщо керівництво не бажає приймати зазнавати збитків, то компанія буде на домовленість з профспілкою, і керівництво буде змушене погодитися на будь-яку вимогу. Те ж саме відноситься і до дипломатичних переговорів.
Є також стимули в дипломатії, щоб діяти розумно, особливо якщо підтримка інших учасників не вимагається. Отримати користь від переговорів можна набагато меншу, натомість збільшити ворожість з іншими учасниками процесу. Це так звана м'яка сила.

## Дипломатичний імунітет
Недоторканність дипломатів дотримувалася здавна, що лежить в основі сучасної концепції дипломатичного імунітету. Хоча було кілька випадків, коли дипломатів вбивали, це зазвичай розглядалося як велике порушення правил честі. Чингісхан і монголи були відомі тим, що рішуче наполягали на правах дипломатів, і вони часто чинили жахливу помсту будь-якій державі, яка порушувала ці права.
Дипломатичні права були встановлені в середині 17-го століття в Європі та згодом поширилися по всьому світу. Ці права були закріплені Віденською конвенцією про дипломатичні відносини 1961 року, яка захищає дипломатів від переслідування або кримінального переслідування під час виконання дипломатичної місії. Якщо дипломат скоює серйозний злочин, перебуваючи в країні перебування, його можуть оголосити персоною нон-грата (небажаною особою). Потім таких дипломатів часто судять за скоєний злочин у себе на батьківщині.
Дипломатичне листування також вважається недоторканним, і дипломатам вже давно дозволено перевозити документи через кордон без обшуку. Механізмом для цього є так звана «дипломатична пошта» (або, в деяких країнах, «дипломатична сумка»). Хоча радіо та цифровий зв'язок стали більш стандартними для посольств, дипломатична пошта все ще досить поширена, а деякі країни, зокрема США, декларують цілі транспортні контейнери як дипломатичну пошту, щоб ввезти в країну конфіденційні матеріали (часто будівельні матеріали).
У періоди ворожості дипломатів часто відкликають з міркувань особистої безпеки, а також у деяких випадках, коли країна, що приймає, дружня, але існує відчутна загроза з боку внутрішніх дисидентів. Посли та інші дипломати іноді тимчасово відкликаються своїми країнами, щоб висловити невдоволення приймаючою країною. В обох випадках для виконання дипломатичної роботи залишаються співробітники нижчої ланки.

## Принципи і особливості дипломатії
- Міжнародне право забороняє втручання дипломатичних представників у внутрішні справи країни перебування.
- Органи і відповідальні особи, що несуть дипломатичну службу, користуються в країні перебування загальновизнаними та у державі правами і дипломатичними привілеями (імунітет і недоторканність дипломатичного персоналу і приміщень, право шифрованого переписування і дипломатичного закритого зв'язку, право підйому прапора держави, митні привілеї тощо).

## Навчання
Більшість країн забезпечують професійну підготовку своїх дипломатів і утримують інституції, спеціально створені для цього. Існують також приватні установи, а також установи, пов'язані з такими організаціями, як Європейський Союз та Організація Об'єднаних Націй